# Theodore Antoniou
Pour les articles homonymes, voir Antoniou.
Theodore Antoniou (en grec moderne : Θεόδωρος Αντωνίου ; Athènes, 10 février 1935 – Athènes, 26 décembre 2018), est un compositeur et chef d'orchestre américano-grec.

## Biographie

### Formation
Theodore Antoniou naît à Athènes, où il étudie le violon au Conservatoire, ainsi que le chant et la théorie (1947–1961). Il est l'élève de Manolis Kolomiris et Yánnis Papaioánnou. En 1961, il se rend à Munich, à la Hochschule für Musik pour y étudier avec le compositeur Günter Bialas (1961–1965) et Adolph Mennerich ; puis il fréquente les cours d'été de Darmstadt (1963–1965) sous Boulez, Berio, Stockhausen et Ligeti, puis au studio de musique électronique de la radio bavaroise. L'année suivante, il se rend aux États-Unis grâce à une bourse du département d'État.

### Carrière
Il retourne en Grèce en 1967 pour diriger l'orchestre d'Athènes et s'installe à Berlin en 1968 avant d'émigrer aux États-Unis. En tant que compositeur résident, il enseigne à l’Université de Stanford à Palo Alto (1969–1970), aux cours d'été de l’Université de l’Utah (1970–1972) et à l’Académie de musique de Philadelphie dès 1970, en tant que professeur de composition et dirige l'orchestre symphonique de l'académie. À partir de 1978, il est professeur de composition à l'Université de Boston. En tant que passionné et interprète de musique nouvelle, Antoniou fonde divers ensembles de musique contemporaine et dirige le nouvel ensemble de musique Alea III (1979), en résidence à l'Université de Boston et Alea II à l'Université de Stanford. L'ensemble Alea III se produit fréquemment avec des compositions nouvelles et originales, a collaboré avec de nombreux artistes de renom et a effectué de nombreuses tournées en Europe. En 1974, il est engagé comme directeur adjoint des activités contemporaines au Tanglewood Music Center de Lenox, dans le Massachusetts, poste qu'il a occupé jusqu'à l'été 1985. Il a également dirigé le concours international de composition ALEA III.
En tant que chef d'orchestre, Antoniou travaille avec des grands orchestres et des petits ensembles du monde entier, travaillant notamment avec l'Orchestre de chambre de Boston, les orchestres de la radio de Berlin et de Paris, l'orchestre de la radio bavaroise, l'orchestre Tonhalle de Zurich, l'opéra national de Grèce et le centre de musique Berkshire, le Philadelphia New Music Group et le groupe hellénique de musique contemporaine. 
Theodore Antoniou occupait les fonctions de président de l'Association nationale des compositeurs grecs et de directeur du stade expérimental de l'opéra national de Grèce depuis 1989.
Antoniou est mort à Athènes, le 26 décembre 2018.
Son fils William est également compositeur.

## Style
Si les premières œuvres d'Antoniou hésitaient d'abord entre une simple atonalité et le folklorisme bartókien, il développe ensuite des techniques sérielles et les applique sous différentes formes raffinées, qui continuent de caractériser ses œuvres. Dans les années 1970, les influences de Jani Christou, Bernd Alois Zimmermann et Krzysztof Penderecki sont devenues évidentes dans ses œuvres.

## Œuvre
En tant que compositeur, Antoniou laisse 450 œuvres, dont plus de cent cinquante compositions pour le théâtre et de la musique de film. De nombreuses compositions d'Antoniou ont été commandées par de grands orchestres du monde entier. Bärenreiter, G. Schirmer et Philippos Nakas (en Grèce), ont publié plus de deux cents de ses œuvres.

### Orchestre
- Celebration (1994)
- The GBYSO Music (1982)
- Paean (1989)
- Skolion (1986)

### Œuvres concertantes
- Concerto pour piano et orchestre (1998)
- Concerto pour guitare et orchestre (1996/1997)
- Concerto pour violon et cordes (version II) « Cadenza for Leonidas » (1995)
- Concerto / Fantasia (1989)
- Eleven Aphighisis « Narrations » (1983)
- North/South (1990)

### Pour grand ensemble
- Dexiotechniká Idiómela (1989)
- Ertnos (1986)

### Grand ensemble et solistes
- Concertino pour piano, percussion et cordes, op. 16b (1962)
- Célébration VI (1996)
- Crete: The Great Dream (1984)
- Epigrammes (1981)

### Pour petit ensemble
- Aphierosis (Dedication) (1984)

### Chœur et ensemble instrumental
- Celebration III (1995)
- Eros I (1990)
- Oraseis Opsonde (1988)
- Prometheus (1983)

### Piano
- Inventions et Fugue, op. 4, no 1 (1958)
- Inventions, Prélude et Fugue, op. 4, no 2 (1958)
- Aquarelle (1958)
- Sonate pour piano, op. 7 (1959)
- Syllabes (1965)
- Prélude et Toccata (1982)
- Entrata (1983)
- 7 danses rythmiques (2000)
- Synaphes (2001)

## Discographie
- L'Œuvre pour piano - Konstantinos Destounis, piano (3-4 juillet 2017, Grand Piano) (OCLC 1052613044)